# Graham Potter
Graham Stephen Potter (Solihull, Midlands Occidentales, Inglaterra, 20 de mayo de 1975) es un exfutbolista y entrenador británico. Actualmente dirige al West Ham United de la Premier League.

## Carrera como jugador
Nacido en Solihull, West Midlands, Potter comenzó su carrera futbolística a los 17 años en el Birmingham City. Después de un período de préstamo en Wycombe Wanderers, el joven lateral izquierdo luego se mudó a Stoke City, luego a Southampton en la Premier League, donde jugó en la famosa victoria por 6-3 sobre el Manchester United en 1996. Mientras era jugador del Southampton, fue internacional con la selección de Inglaterra sub-21 en un partido de clasificación para la Eurocopa contra Moldavia.
Se unió a West Bromwich Albion en 1997, y después de tres años y medio, que también incluyeron cesiones en Northampton Town y Reading, fichó por el York City. Potter se mudó de la ciudad de York a Boston United en el verano de 2003. Potter continuaría haciendo más de 100 apariciones para la ciudad de York, antes de unirse a préstamo a Shrewsbury Town en noviembre de 2003. En 2004, se mudó gratis a Macclesfield Town donde terminó su carrera como jugador profesional. 

## Carrera como entrenador

### Inicios
Con el apoyo de la Asociación de Futbolistas Profesionales, Potter se graduó de la Universidad Abierta en diciembre de 2005 con una licenciatura en Ciencias Sociales. Trabajó como gerente de desarrollo de fútbol para la Universidad de Hull y como director técnico del equipo femenino de Ghana en la Copa Mundial de la FIFA 2007. Se convirtió en entrenador asistente del equipo de las Universidades de Inglaterra, antes de unirse a la Universidad Metropolitana de Leeds (ahora Universidad Leeds Beckett) en un papel similar; mientras estaba en Leeds, completó una Maestría en Liderazgo: Desarrollo Personal y Profesional, que se centró en el uso de la inteligencia emocional.
En 2008, Potter fue nombrado entrenador del equipo Leeds Carnegie de la División Uno de la Liga Este de los Condados del Norte. Durante su tiempo en el club, Potter llevó al equipo a la tercera ronda de la FA Vase y al tercer lugar en la temporada 2009-10 de la Liga Este de los Condados del Norte, antes de partir de Leeds Carnegie el 12 de enero de 2011.

### Östersunds
En diciembre de 2010, Potter firmó un contrato de tres años como entrenador del Östersunds, que entonces jugaba en la cuarta división del fútbol sueco, a partir del 24 de enero de 2011. A Potter se le ofreció el trabajo después de que Graeme Jones, su amigo y asistente de Roberto Martínez en Swansea City, lo recomendara al presidente Daniel Kindberg después del amistoso de pretemporada de Östersund con Swansea.
En 2013, tras dos ascensos consecutivos, Potter amplió su contrato con el club por otros tres años. El 27 de octubre de 2015, Östersund aseguró el ascenso a la máxima categoría sueca, Allsvenskan, por primera vez en su historia luego de un segundo puesto en el Superettan 2015.Östersunds terminó su temporada de debut en octavo lugar, ganando aplausos por su "juego de pases hábil" y compitiendo con un presupuesto limitado.
El 13 de abril de 2017, el equipo de Potter ganó la Copa de Suecia, venciendo a Norrköping por 4-1 en la final. Esto le otorgó al equipo un lugar en la segunda ronda de clasificación de la UEFA Europa League 2017-18, donde derrotó al Galatasaray por 3-1 en el global. En la tercera ronda derrotó al Fola Esch por 3-1 en el global y en los play-offs eliminó al PAOK (3-3 en el global con más goles fuera de casa), asegurando así una histórica entrada en la fase de grupos de la Europa League. Finalizó segundo de su grupo, empatado a puntos con el Athletic de Bilbao. A pesar de vencer al Arsenal por 2-1 en el Emirates Stadium, fueron eliminados de la competición tras perder 4-2 en el global.Östersunds terminó su temporada de liga nacional en quinto lugar.

### Swansea City

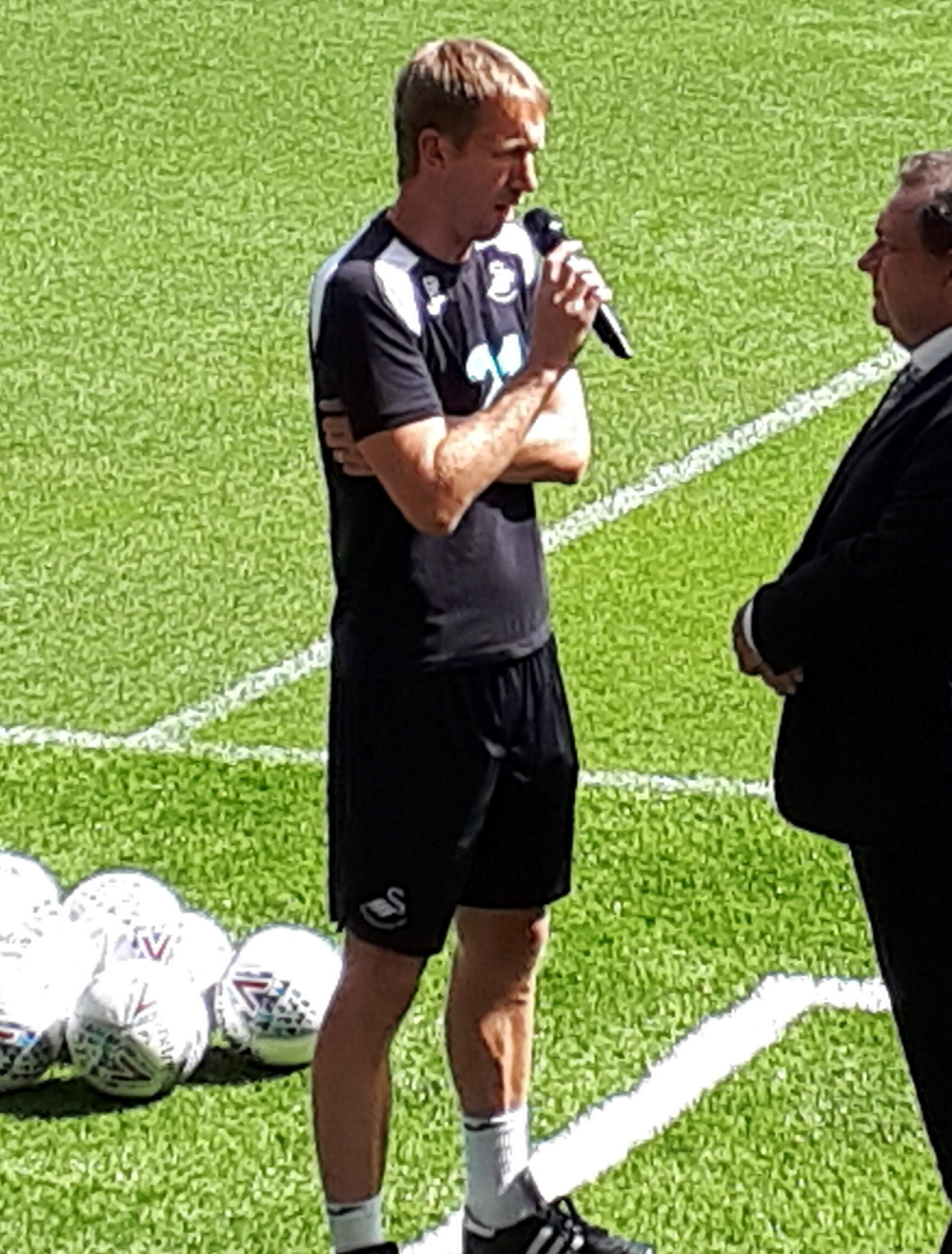
Potter en 2018.

El 11 de junio de 2018, Potter fue nombrado entrenador del Swansea City, club de Championship recién descendido, y firmó un contrato por tres años. Potter ganó su primer partido como entrenador del Swansea con una victoria por 2-1 sobre el Sheffield United, con goles del delantero McBurnie y el ex joven del Liverpool Yan Dhanda. En su primera temporada en el club, Swansea alcanzó los cuartos de final de la FA Cup 2018-19, donde recibió al Manchester City. Lideraron a los campeones de la Premier League por 2-0 después de 30 minutos, pero tres goles en los últimos 20 minutos, uno de Bernardo Silva, un gol en propia puerta de Kristoffer Nordfeldt y un gol tardío de Sergio Agüero derrotaron al equipo de Potter.
Terminaron décimos en la liga, después de que una buena racha al final de la temporada le dio al Swansea una pequeña posibilidad de llegar a los play-offs antes de los últimos tres partidos de la temporada. Después de que Chris Hughton fuera despedido como entrenador del Brighton & Hove Albion al final de la temporada 2018-19, este club hizo un acercamiento para que Potter se convirtiera en su nuevo entrenador, lo que Swansea rechazó inicialmente. Swansea le ofreció a Potter un nuevo contrato para permanecer en el club, lo que lo habría convertido en uno de los entrenadores con mayores ingresos del Championship. Sin embargo, el club finalmente otorgó permiso para que Potter comenzara las conversaciones con Brighton, quien supuestamente pagaría a Swansea alrededor de £3 millones en compensación por Potter y su personal de trastienda.

### Brighton & Hove Albion
Potter fue nombrado entrenador del club Brighton & Hove Albion de la Premier League el 20 de mayo de 2019 y firmó un contrato de cuatro años. En su primera temporada, el club registró sus puntos y goles más altos en la Premier League, acumulando 41 puntos y anotando 39 goles, mientras terminaba en el puesto N°15 (su mejor resultado conjunto con la temporada 2017-18) después de una victoria por 2-1 sobre Burnley en el último partido de la temporada.
El segundo año de Potter a cargo de Brighton terminó con un récord de puntos equivalentes a 41 puntos, que también lograron la temporada anterior. Sin embargo, terminaron en el puesto N°16, un lugar por debajo de la temporada anterior. Brighton anotó 40 goles en la Premier League, concedió 46, con una diferencia de menos 6 goles y mantuvo 12 porterías a cero, todas siendo nuevas estadísticas récord del club para Brighton en la Premier League.

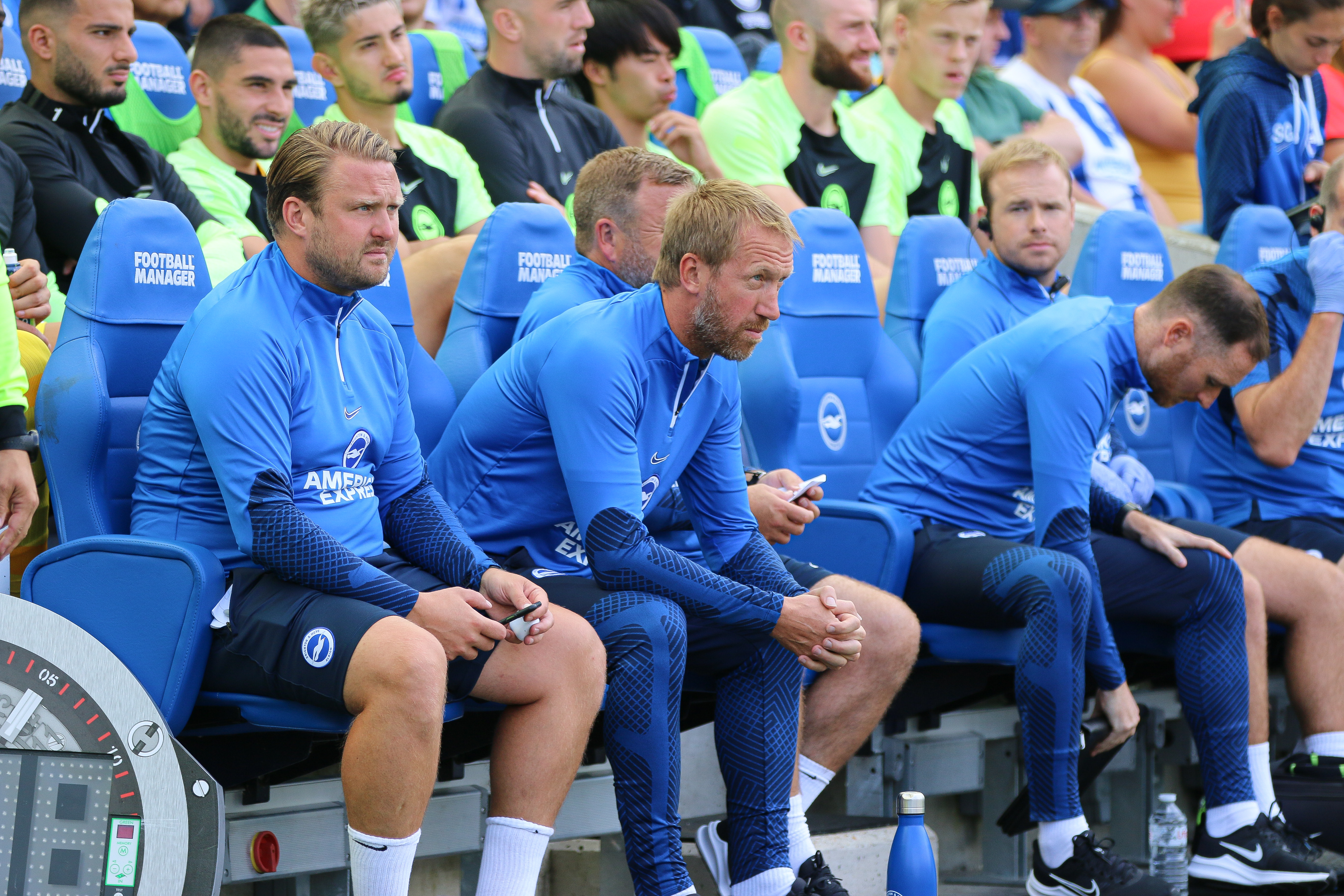
Potter (centro) en 2022.

El partido número 100 de Potter en la Premier League se produjo en su tercer año, el 15 de febrero, en una derrota a domicilio por 2-0 ante el Manchester United, que puso fin a la racha récord de siete partidos invicto del Brighton en la liga. Brighton logró su mejor resultado en la máxima categoría después de vencer al West Ham United por 3-1 en el último partido de la temporada, terminando la campaña en el noveno lugar con su mayor cantidad de goles en la Premier League de 42 y alcanzando 51 puntos, 10 puntos más que su récord anterior de 41.
El 8 de septiembre de 2022, Brighton anunció que Potter y cinco miembros de su personal de trastienda partirían del club hacia el Chelsea. Según los informes, Chelsea pagó a Brighton alrededor de £16 millones por Potter y entre £5,5 millones y £6,5 millones adicionales en compensación por su cuerpo técnico. Fue sucedido en Brighton por Roberto De Zerbi.

### Chelsea
El 8 de septiembre de 2022, Potter fue nombrado nuevo entrenador del Chelsea de la Premier League con un contrato de cinco años, en sustitución de Thomas Tuchel. En su debut, seis días después, el equipo empató 1-1 en casa ante el Red Bull Salzburgo en la fase de grupos de la Liga de Campeones. El 1 de octubre, Potter ganó su primer partido con el Chelsea en su segundo partido a cargo, remontándose para vencer al Crystal Palace por 2-1 fuera de casa. Pierre-Emerick Aubameyang y el graduado del Chelsea Conor Gallagher, quien anotó el gol de la victoria en el minuto 90, anotaron sus primeros goles para el club. Su primera derrota se produjo el 29 de octubre en su décimo partido, una dura derrota a domicilio por 4-1 en su primer regreso a su club anterior, el Brighton.
Después de la salida del Chelsea en la tercera ronda de la FA Cup por primera vez desde 1999 luego de una derrota por 4-0 ante el Manchester City, Potter fue objeto de un intenso escrutinio por parte de los fanáticos y los medios debido a los malos resultados y actuaciones del equipo. El 18 de febrero, después de una derrota en casa ante el Southampton, último de la tabla, un sector de los aficionados del Chelsea pidió la renuncia de Potter. El 7 de marzo, el Chelsea de Potter alcanzó los cuartos de final de la Liga de Campeones, anulando una derrota en la ida de octavos de final ante el Borussia Dortmund al vencerlos por 2-0 en casa.
El 2 de abril, luego de una derrota por 2-0 ante el Aston Villa en Stamford Bridge, el Chelsea destituyó a Potter con el club ocupando el puesto N°11 en la Premier.

### West Ham United
El 9 de enero de 2025 fue anunciado como entrenador de West Ham United, tras la destitución de Julen Lopetegui.

## Clubes

### Como jugador
| Club                         | País       | Año       |
| ---------------------------- | ---------- | --------- |
| Birmingham City              | Inglaterra | 1992-1993 |
| Wycombe Wanderers (Préstamo) | Inglaterra | 1993      |
| Stoke City                   | Inglaterra | 1993-1996 |
| Southampton                  | Inglaterra | 1996-1997 |
| West Bromwich Albion         | Inglaterra | 1997-2000 |
| Northampton Town (Préstamo)  | Inglaterra | 1997-1998 |
| Reading (Préstamo)           | Inglaterra | 1999      |
| York City                    | Inglaterra | 2000-2003 |
| Boston United                | Inglaterra | 2003-2004 |
| Shrewsbury Town (Préstamo)   | Inglaterra | 2003      |
| Macclesfield Town            | Inglaterra | 2004-2005 |

### Como entrenador
| Equipo                            | Div.                | Temporada           | Liga  | Liga | Liga | Liga | Liga |       | Copas | Copas | Copas | Copas |    | Internacional | Internacional | Internacional | Internacional | Internacional |   | Otros | Otros | Otros | Otros |     | Totales     | Totales | Totales | Totales | Totales | Totales | Totales | Totales |
| Equipo                            | Div.                | Temporada           | Part. | G    | E    | P    | Pos. | Part. | G     | E     | P     | Part. | G  | E             | P             | Pos.          | Part.         | G             | E | P     | Part. | G     | E     | P   | Rendimiento | GF      | GC      | Dif.    |         |         |         |         |
| --------------------------------- | ------------------- | ------------------- | ----- | ---- | ---- | ---- | ---- | ----- | ----- | ----- | ----- | ----- | -- | ------------- | ------------- | ------------- | ------------- | ------------- | - | ----- | ----- | ----- | ----- | --- | ----------- | ------- | ------- | ------- | ------- | ------- | ------- | ------- |
| Östersunds FK · Suecia            | 4.ª                 | 2011                | 22    | 16   | 4    | 2    | 1.º  | 2     | 1     | 0     | 1     | -     | -  | -             | -             | -             | -             | -             | - | -     | 24    | 17    | 4     | 3   | 76.39%      | 57      | 16      | +41     |         |         |         |         |
| Östersunds FK · Suecia            | 3.ª                 | 2012                | 26    | 15   | 8    | 3    | 1.º  | -     | -     | -     | -     | -     | -  | -             | -             | -             | -             | -             | - | -     | 26    | 15    | 8     | 3   | 67.95%      | 50      | 21      | +29     |         |         |         |         |
| Östersunds FK · Suecia            | 2.ª                 | 2013                | 30    | 10   | 9    | 11   | 10.º | 2     | 1     | 0     | 1     | -     | -  | -             | -             | -             | -             | -             | - | -     | 32    | 11    | 9     | 12  | 43.76%      | 44      | 41      | +3      |         |         |         |         |
| Östersunds FK · Suecia            | 2.ª                 | 2014                | 30    | 12   | 9    | 9    | 5.º  | 4     | 2     | 0     | 2     | -     | -  | -             | -             | -             | -             | -             | - | -     | 34    | 14    | 9     | 11  | 50%         | 51      | 48      | +3      |         |         |         |         |
| Östersunds FK · Suecia            | 2.ª                 | 2015                | 30    | 18   | 8    | 4    | 2.º  | 1     | 0     | 0     | 1     | -     | -  | -             | -             | -             | -             | -             | - | -     | 31    | 18    | 8     | 5   | 66.66%      | 57      | 28      | +29     |         |         |         |         |
| Östersunds FK · Suecia            | 1.ª                 | 2016                | 30    | 12   | 6    | 12   | 8.º  | 4     | 2     | 0     | 2     | -     | -  | -             | -             | -             | -             | -             | - | -     | 34    | 14    | 6     | 14  | 44.45%      | 49      | 52      | -3      |         |         |         |         |
| Östersunds FK · Suecia            | 1.ª                 | 2017                | 30    | 13   | 11   | 6    | 5.º  | 7     | 7     | 0     | 0     | -     | -  | -             | -             | -             | -             | -             | - | -     | 37    | 20    | 11    | 6   | 63.96%      | 69      | 37      | +32     |         |         |         |         |
| Östersunds FK · Suecia            | 1.ª                 | 2018                | 11    | 5    | 2    | 4    | Inc. | 6     | 5     | 0     | 1     | 14    | 8  | 3             | 3             | 1/16          | -             | -             | - | -     | 31    | 18    | 5     | 8   | 63.44%      | 48      | 29      | +19     |         |         |         |         |
| Östersunds FK · Suecia            | Total               | Total               | 209   | 101  | 57   | 51   | -    | 26    | 18    | 0     | 8     | 14    | 8  | 3             | 3             | -             | -             | -             | - | -     | 249   | 127   | 60    | 62  | 59.03%      | 425     | 272     | +153    |         |         |         |         |
| Swansea City Gales                | 2.ª                 | 2018-19             | 46    | 18   | 11   | 17   | 10.º | 5     | 3     | 0     | 2     | -     | -  | -             | -             | -             | -             | -             | - | -     | 51    | 21    | 11    | 19  | 48.37%      | 78      | 68      | +10     |         |         |         |         |
| Swansea City Gales                | Total               | Total               | 46    | 18   | 11   | 17   | -    | 5     | 3     | 0     | 2     | -     | -  | -             | -             | -             | -             | -             | - | -     | 51    | 21    | 11    | 19  | 48.37%      | 78      | 68      | +10     |         |         |         |         |
| Brighton & Hove Albion Inglaterra | 1.ª                 | 2019-20             | 38    | 9    | 14   | 15   | 15.º | 3     | 1     | 0     | 2     | -     | -  | -             | -             | -             | -             | -             | - | -     | 41    | 10    | 14    | 17  | 35.77%      | 42      | 59      | -17     |         |         |         |         |
| Brighton & Hove Albion Inglaterra | 1.ª                 | 2020-21             | 38    | 9    | 14   | 15   | 16.º | 6     | 3     | 1     | 2     | -     | -  | -             | -             | -             | -             | -             | - | -     | 44    | 12    | 15    | 17  | 38.63%      | 49      | 52      | -3      |         |         |         |         |
| Brighton & Hove Albion Inglaterra | 1.ª                 | 2021-22             | 38    | 12   | 15   | 11   | 9.º  | 5     | 3     | 1     | 1     | -     | -  | -             | -             | -             | -             | -             | - | -     | 43    | 15    | 16    | 12  | 47.28%      | 51      | 50      | +1      |         |         |         |         |
| Brighton & Hove Albion Inglaterra | 1.ª                 | 2022-23             | 6     | 4    | 1    | 1    | Inc. | 1     | 1     | 0     | 0     | -     | -  | -             | -             | -             | -             | -             | - | -     | 7     | 5     | 1     | 1   | 76.19%      | 9       | 3       | +6      |         |         |         |         |
| Brighton & Hove Albion Inglaterra | Total               | Total               | 120   | 34   | 44   | 42   | -    | 15    | 8     | 2     | 5     | -     | -  | -             | -             | -             | -             | -             | - | -     | 135   | 42    | 46    | 47  | 42.47%      | 156     | 166     | -10     |         |         |         |         |
| Chelsea Inglaterra                | 1.ª                 | 2022-23             | 22    | 7    | 7    | 8    | Inc. | 2     | 0     | 0     | 2     | 7     | 5  | 1             | 1             | Inc.          | -             | -             | - | -     | 31    | 12    | 8     | 11  | 47.31%      | 33      | 31      | +2      |         |         |         |         |
| Chelsea Inglaterra                | Total               | Total               | 22    | 7    | 7    | 8    | -    | 2     | 0     | 0     | 2     | 7     | 5  | 1             | 1             | -             | -             | -             | - | -     | 31    | 12    | 8     | 11  | 47.31%      | 33      | 31      | +2      |         |         |         |         |
| West Ham United Inglaterra        | 1.ª                 | 2024-25             | 18    | 5    | 5    | 8    | 14.º | 1     | 0     | 0     | 1     | -     | -  | -             | -             | -             | -             | -             | - | -     | 19    | 5     | 5     | 9   | 35.09%      | 23      | 25      | -2      |         |         |         |         |
| West Ham United Inglaterra        | 1.ª                 | 2025-26             | 1     | 0    | 0    | 1    | -    | 0     | 0     | 0     | 0     | -     | -  | -             | -             | -             | -             | -             | - | -     | 1     | 0     | 0     | 1   | 0%          | 0       | 3       | -3      |         |         |         |         |
| West Ham United Inglaterra        | Total               | Total               | 19    | 5    | 5    | 9    | -    | 1     | 0     | 0     | 1     | -     | -  | -             | -             | -             | -             | -             | - | -     | 20    | 5     | 5     | 10  | 33.33%      | 23      | 28      | -5      |         |         |         |         |
| Total en su carrera               | Total en su carrera | Total en su carrera | 416   | 165  | 124  | 127  | -    | 49    | 29    | 2     | 18    | 21    | 13 | 4             | 4             | -             | -             | -             | - | -     | 486   | 207   | 130   | 149 | 51.51%      | 715     | 565     | +150    |         |         |         |         |
| 1. 2.                             |                     |                     |       |      |      |      |      |       |       |       |       |       |    |               |               |               |               |               |   |       |       |       |       |     |             |         |         |         |         |         |         |         |

#### Resumen por competiciones
| Competición                  | Partidos | Ganados | Empatados | Perdidos | %      | Resultado              |
| ---------------------------- | -------- | ------- | --------- | -------- | ------ | ---------------------- |
| Division 2                   | 22       | 16      | 4         | 2        | 78.79% | Campeón                |
| Primera División de Suecia   | 26       | 15      | 8         | 3        | 67.95% | Campeón                |
| Superettan                   | 90       | 40      | 26        | 24       | 54.07% | Subcampeón             |
| Allsvenskan                  | 71       | 30      | 19        | 22       | 51.17% | 5.º lugar              |
| Copa de Suecia               | 26       | 18      | 0         | 8        | 69.23% | Campeón                |
| EFL Championship             | 46       | 18      | 11        | 17       | 47.1%  | 10.º lugar             |
| Premier League               | 161      | 46      | 56        | 59       | 40.16% | 9.º lugar              |
| FA Cup                       | 12       | 5       | 1         | 6        | 44.45% | Tercera ronda          |
| EFL Cup                      | 11       | 6       | 1         | 4        | 57.58% | Cuarta ronda           |
| Liga de Campeones de la UEFA | 7        | 5       | 1         | 1        | 76.19% | Octavos de final       |
| Liga Europea de la UEFA      | 14       | 8       | 3         | 3        | 64.28% | Dieciseisavos de final |
| TOTAL                        | 486      | 207     | 130       | 149      | 51.51% | 3 Títulos              |

## Palmarés

### Como entrenador

#### Campeonatos nacionales
| Título                     | Club          | País   | Año     |
| -------------------------- | ------------- | ------ | ------- |
| División 2 (Norrland)      | Östersunds FK | Suecia | 2011    |
| Primera División de Suecia | Östersunds FK | Suecia | 2012    |
| Copa de Suecia             | Östersunds FK | Suecia | 2016-17 |